# St-Brice (Ay)

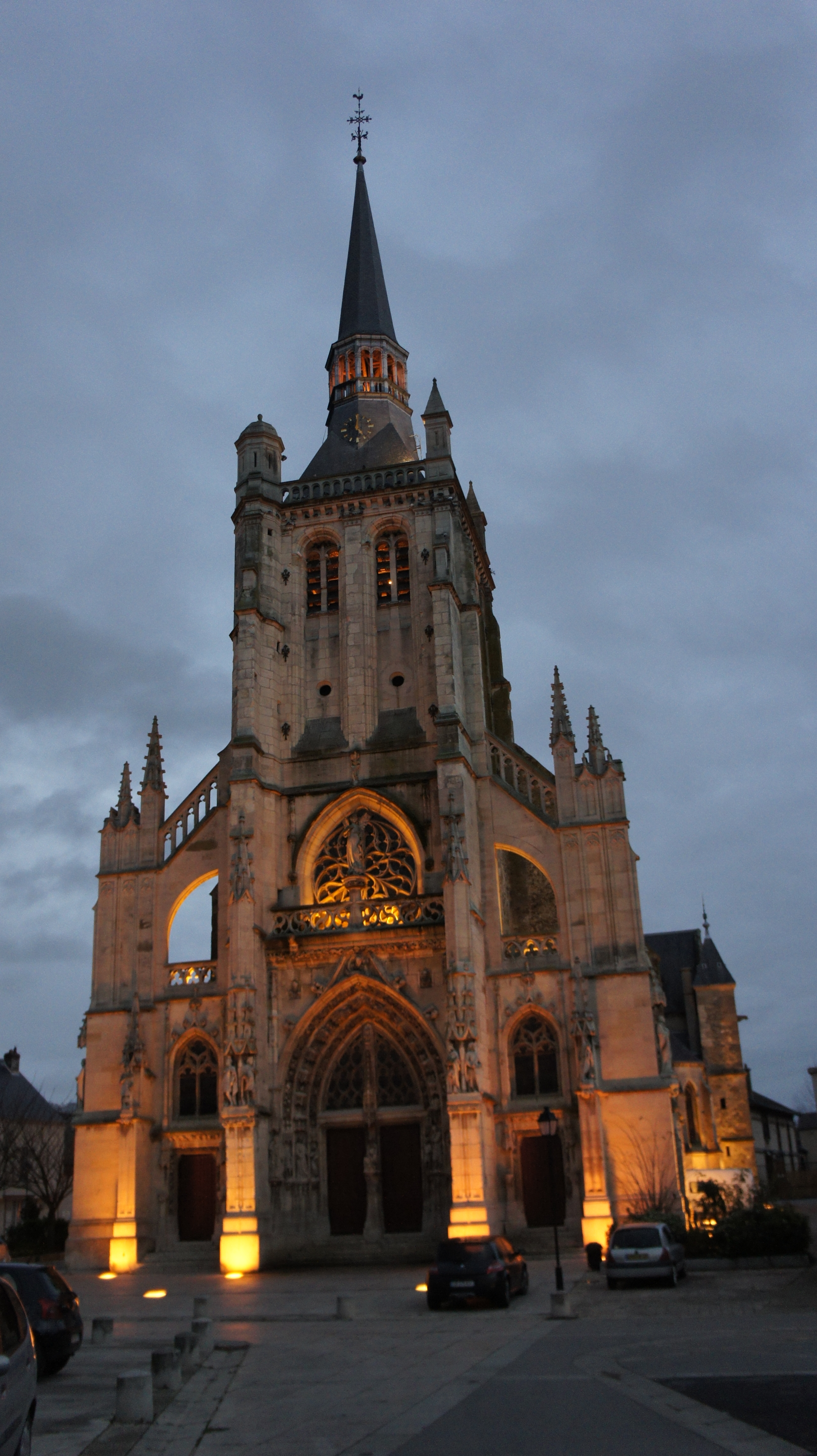
Die Westfassade der Kirche St-Brice.

Die römisch-katholische Kirche St-Brice in Ay, einer französischen Gemeinde im Département Marne, wurde im 15. Jahrhundert erbaut und steht seit 1942 als Monument historique unter Denkmalschutz.

## Geschichte
Die gotische Kirche wurde im 15. Jahrhundert anstatt eines ehemaligen Gotteshauses erbaut. Sie ist dem Patrozinium des Brictius von Tours unterstellt. Der Hauptturm wurde um 1550 errichtet und der Helm wurde später hinzugefügt.
Nach Brandschäden am Ende des 16. Jahrhunderts wurde das Gebäude mit geschlossenen Arkaden und vier hohen Stützmauern befestigt. 1843 wurden die Decken der Seitenschiffe in ihrer heutigen Höhe rekonstruiert, die Maueranstriche wurden abgekratzt und die Kapelle zur heiligen Jungfrau restauriert. Die Schiffdecke wurde 1890 restauriert.
Während einer Restaurierung ab 1867 erhielt die Apsis neue Fenster. Zudem wurden ein neuer Altar 1869 eingebaut und sechs neue Fenster zum Schiff hinzugefügt.
Am 9. August 1942 wurde die Kirche als klassifiziertes Monument historique unter Denkmalschutz gestellt.
Jedes Jahr im Mai findet in der Kirche St-Brice ein Musikfestival statt.

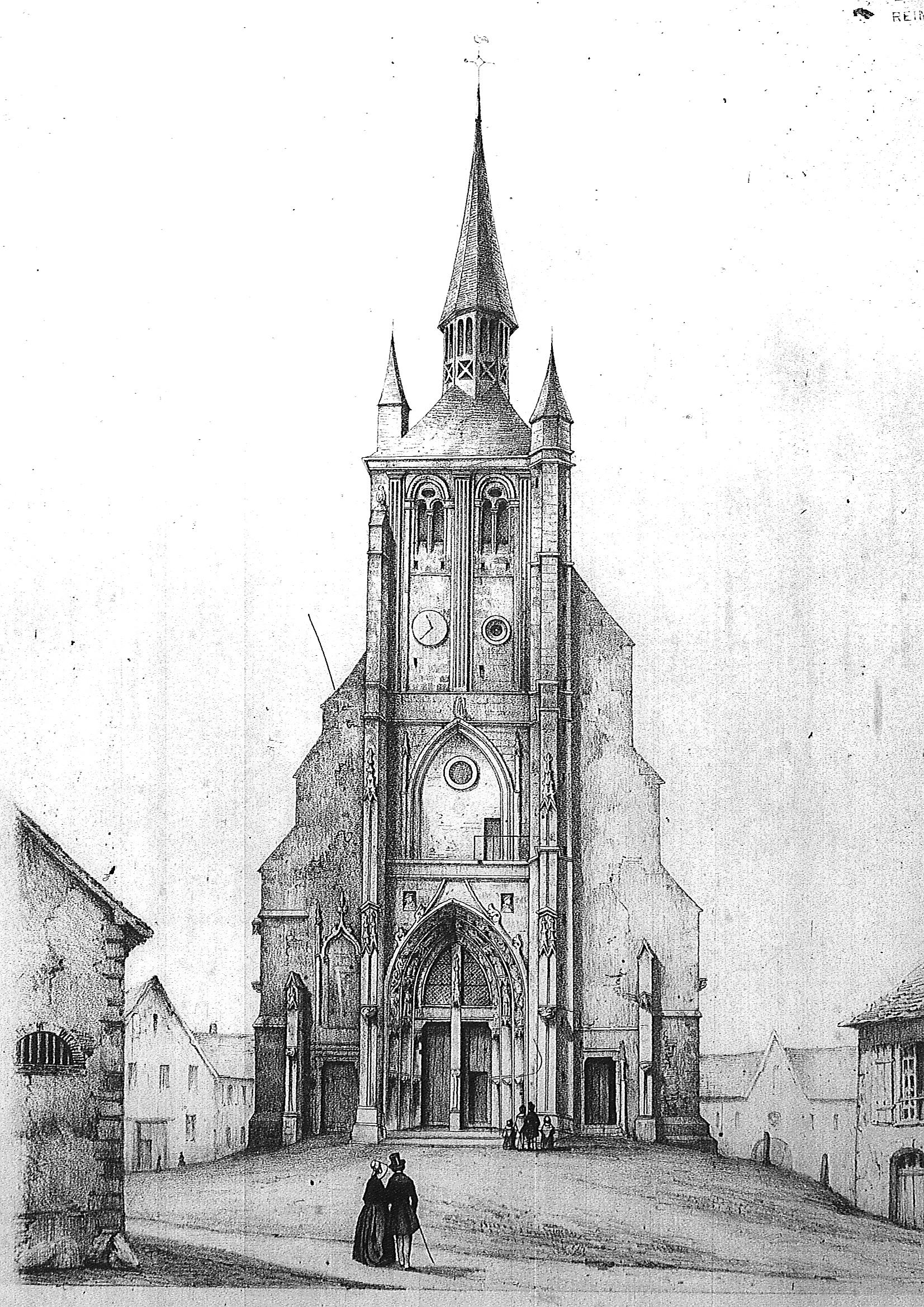
Der ehemalige Turm
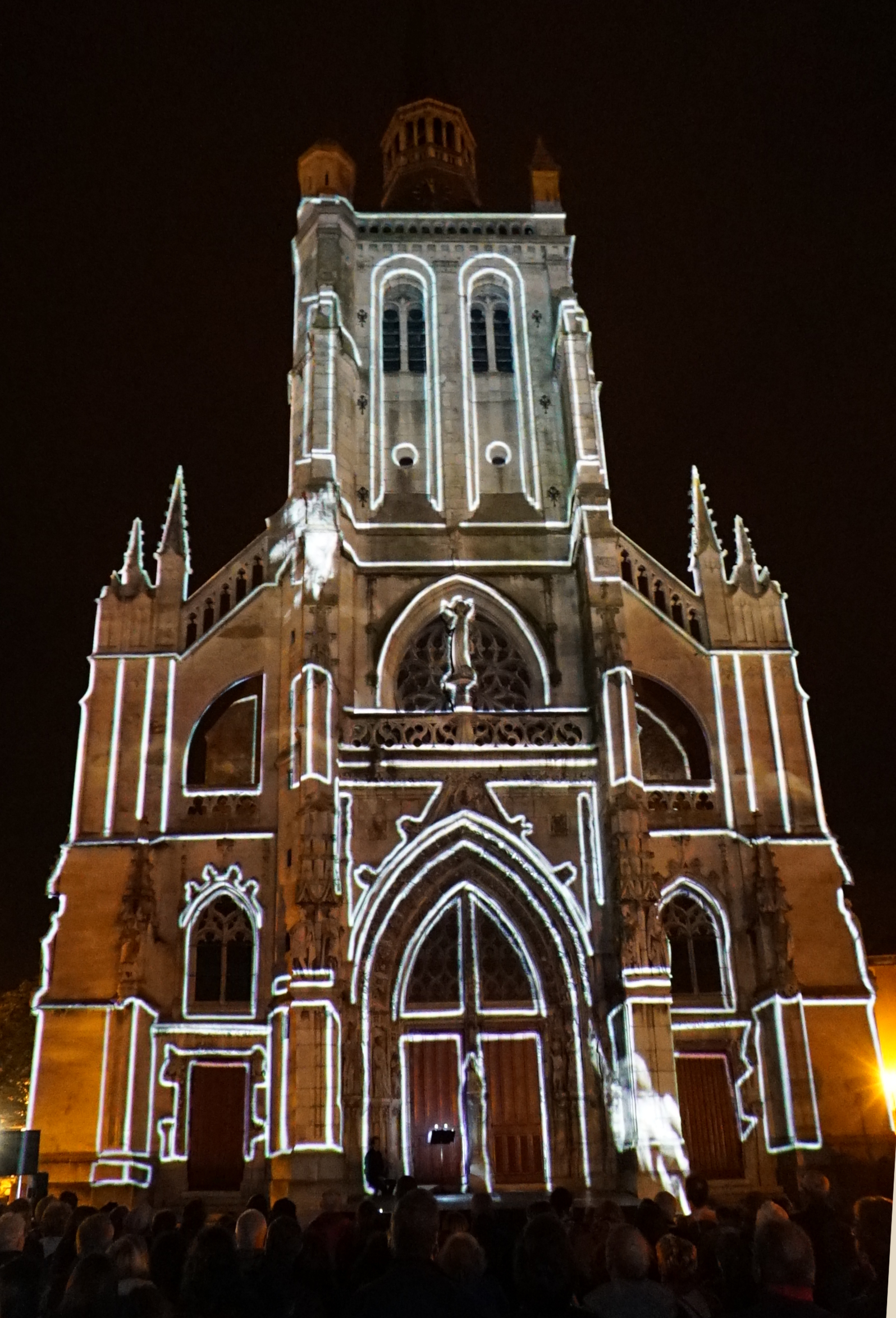
Die Fassade während einer Vorstellung
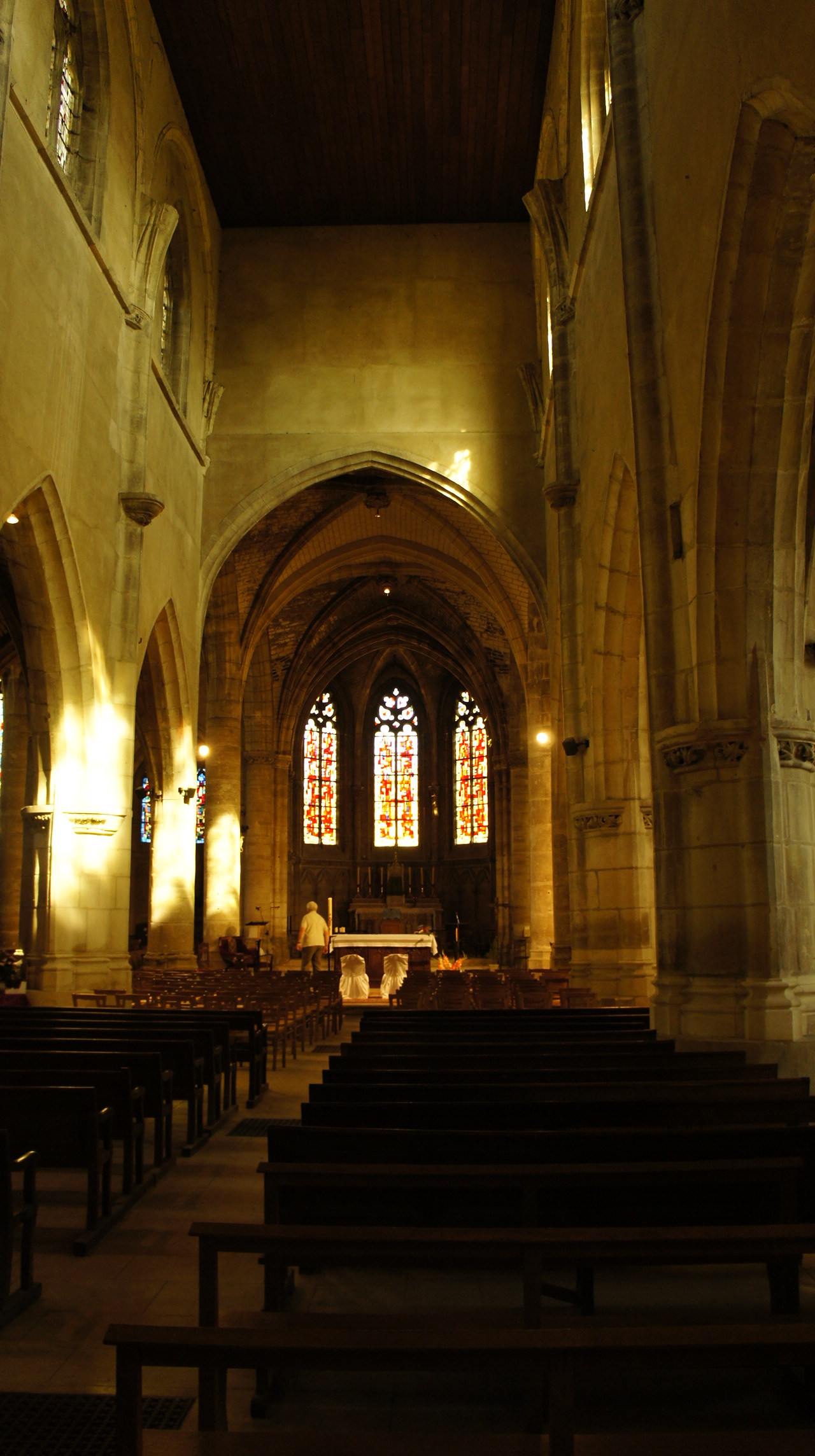
Das Schiff
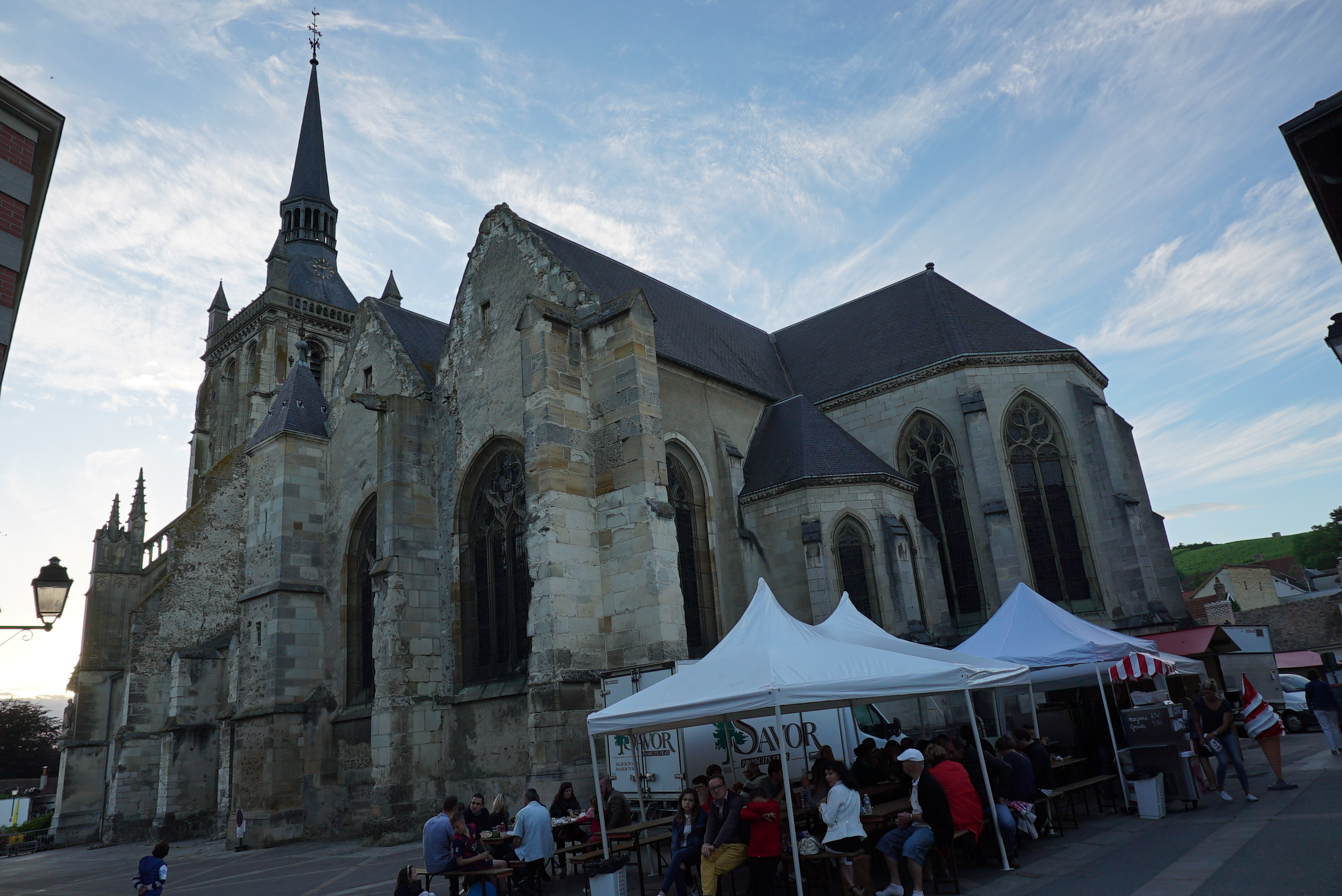
Die Apsis und die Südfassade

## Architektur

### Westfassade
Die Westfassade ist mit zahlreichen Statuen verziert. Der Hauptportal besteht aus drei Rippen und wird von einer Archivolte überragt. Die zentrale Rippe zeigt das Leben vom Heiligen Brictius von Tours, während die Seitenrippen Weingärten und mythische Tiere darstellen. Auf dem Tympanon wird Gott zwischen einer weiblichen und einer männlichen Figur dargestellt. Die Fensterrose ist in einem Spitzbogen eingebaut und wird von einem Baluster geschützt.

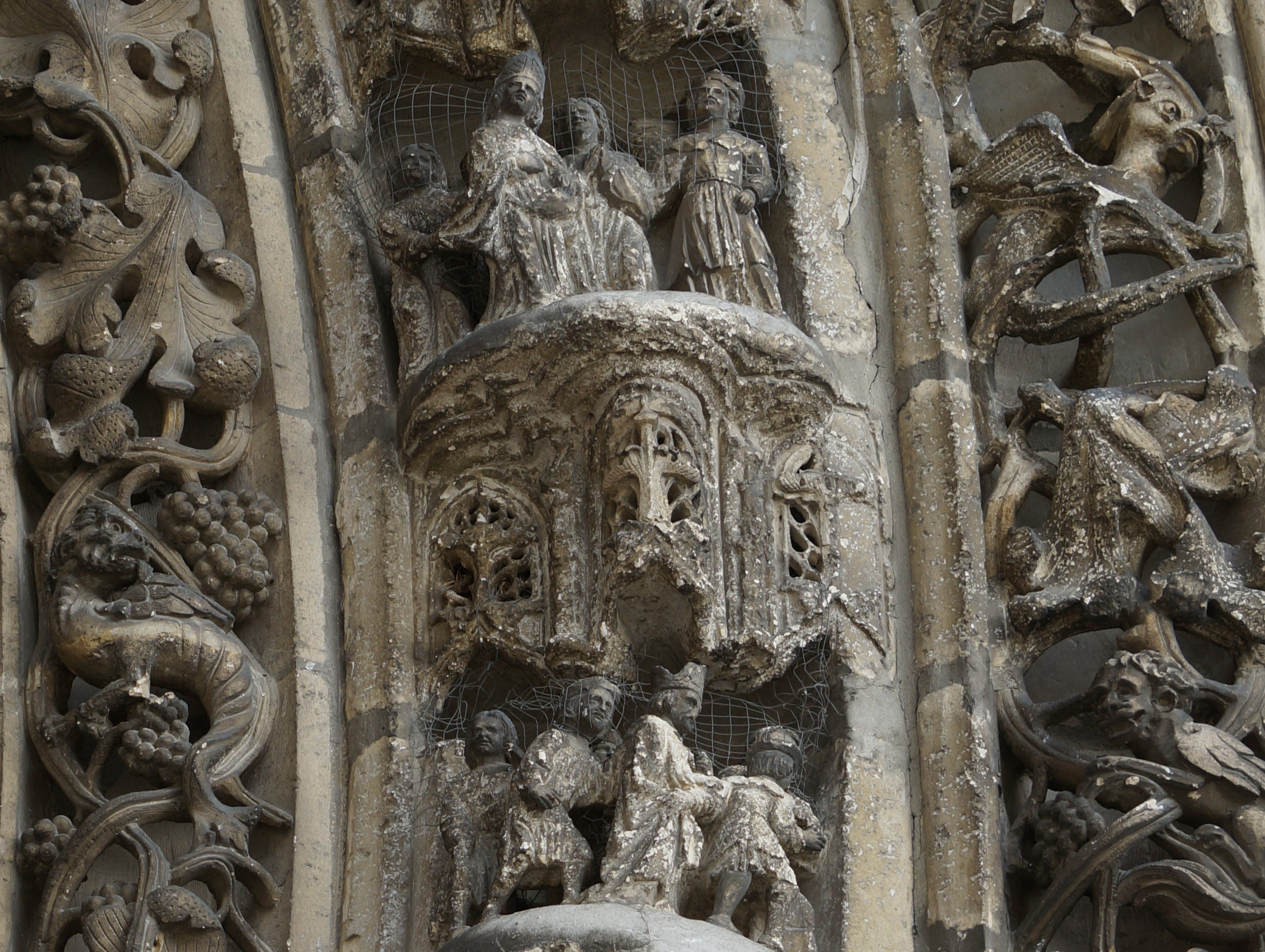
Das Leben von Brictius von Tours
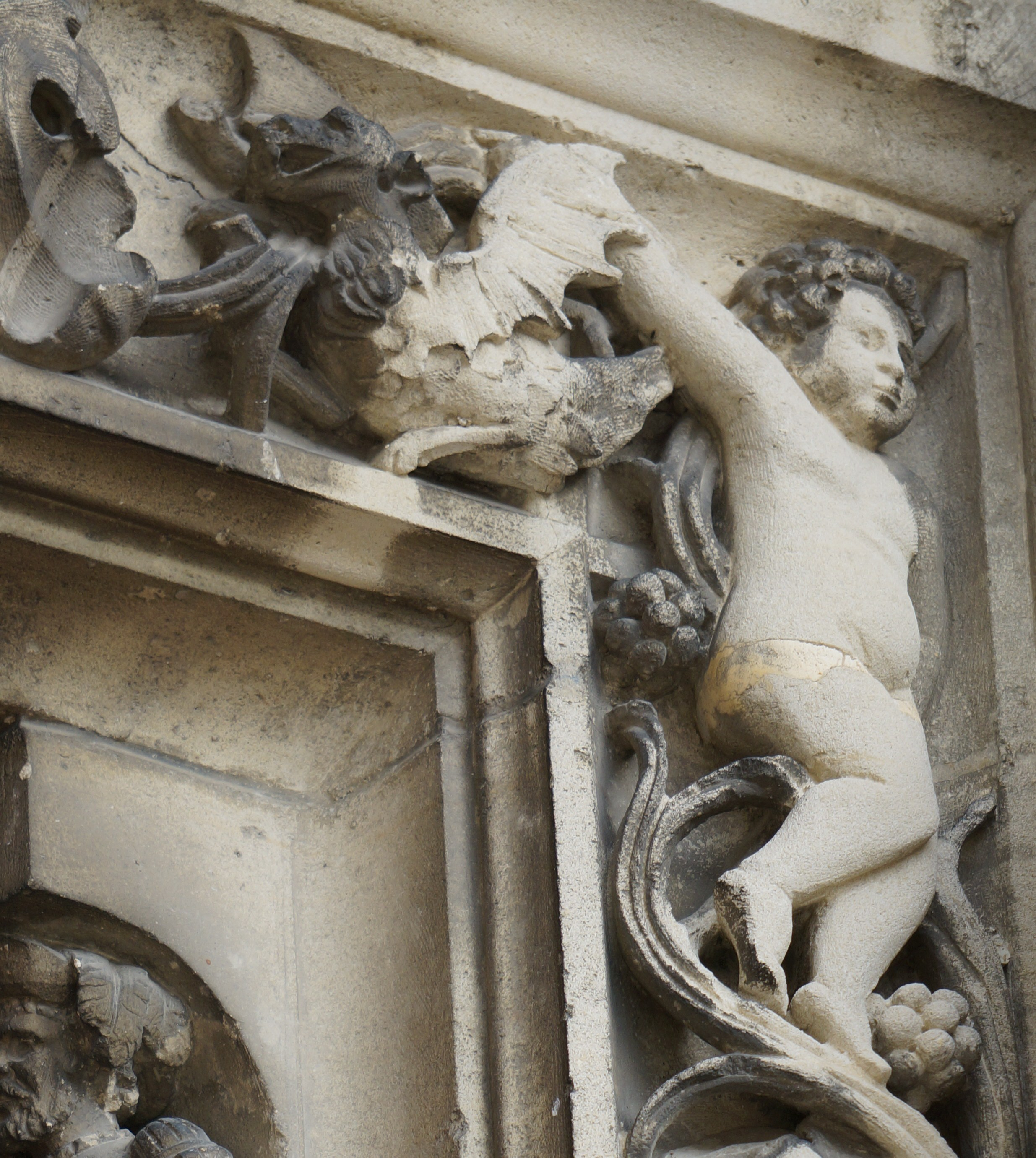
Obere rechte Ecke der rechten Tür.
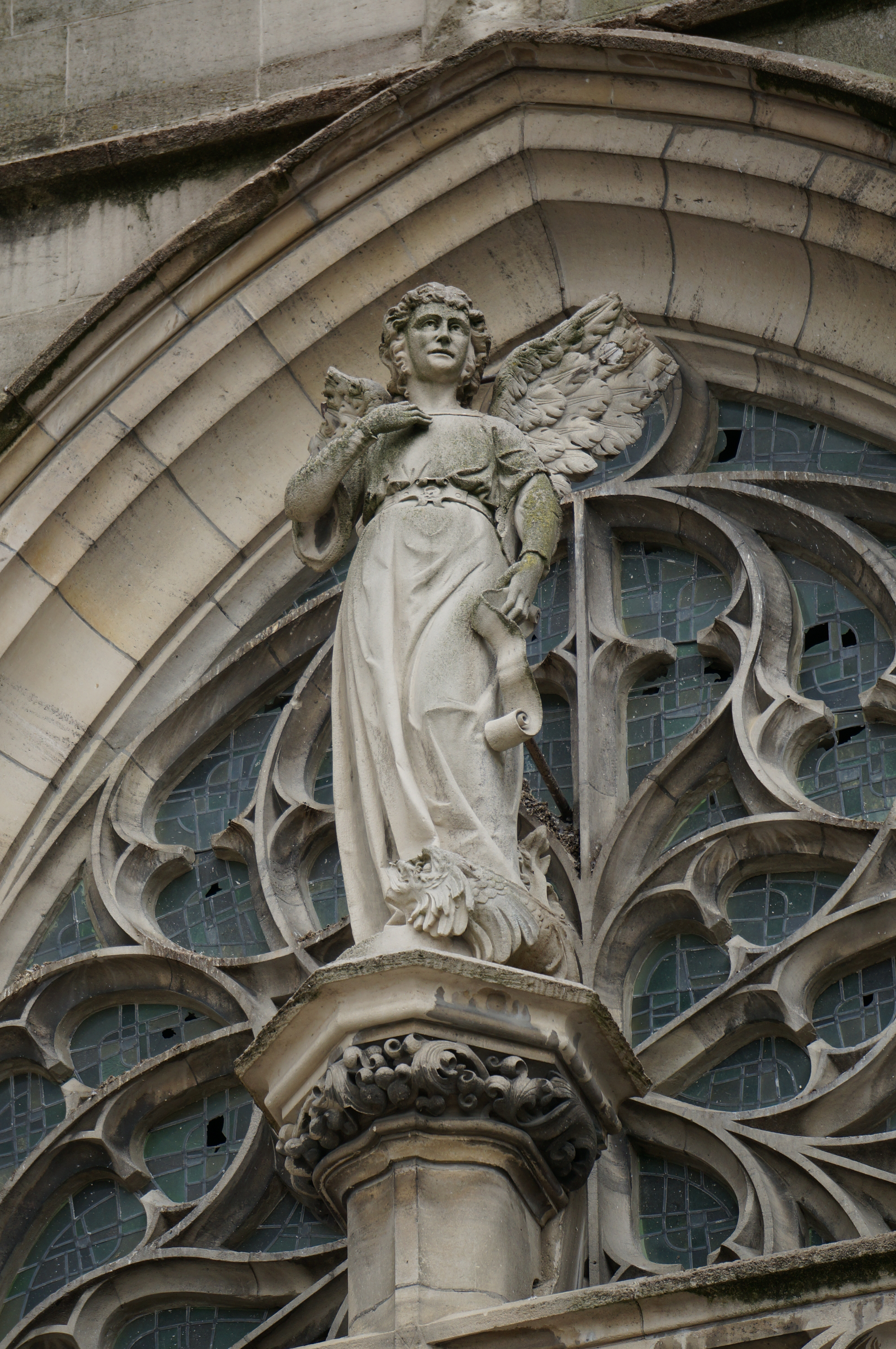
Ein Engel vor der Fensterrose
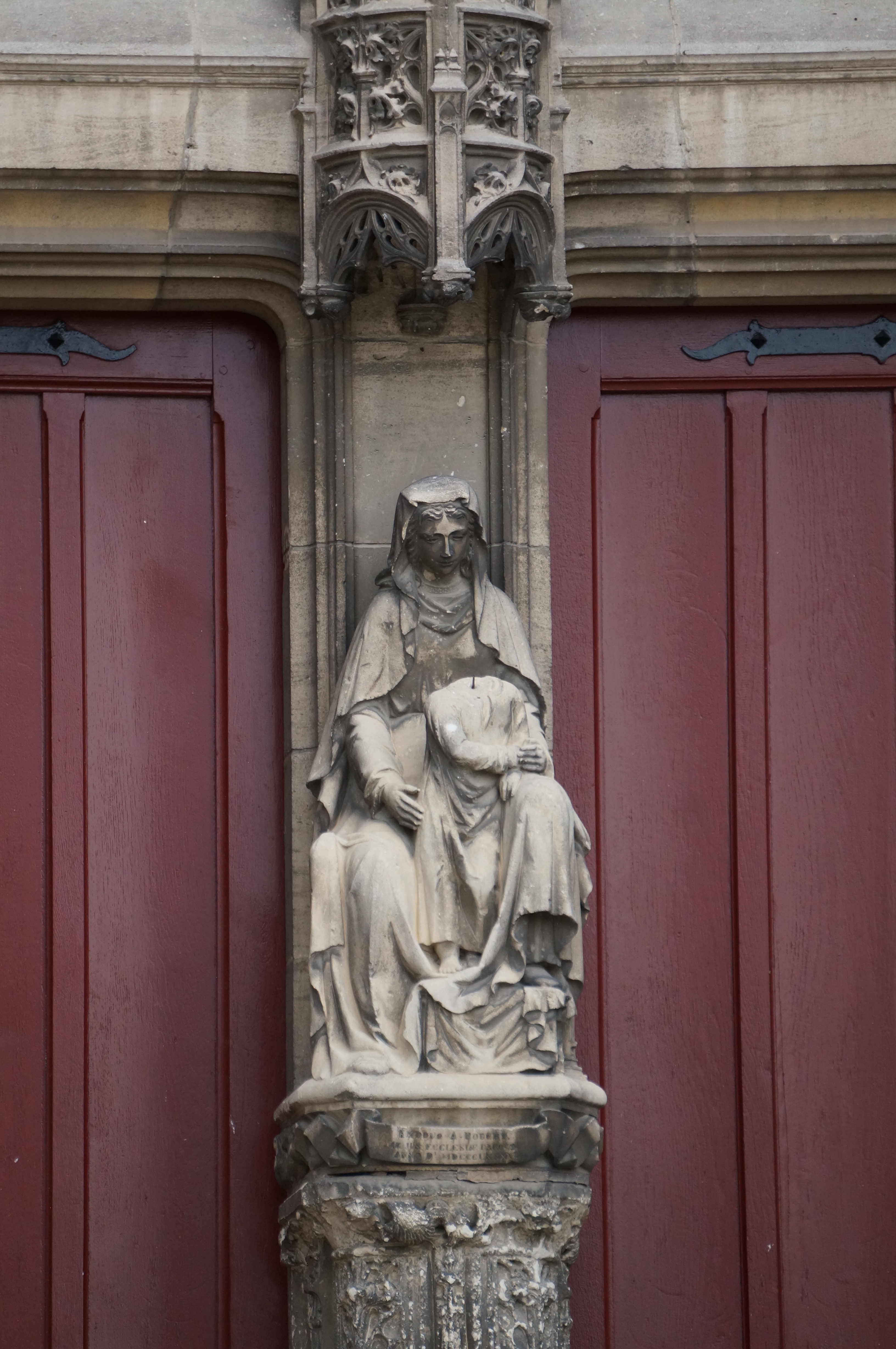
Die Jungfrau vor dem zentralen Pfeiler
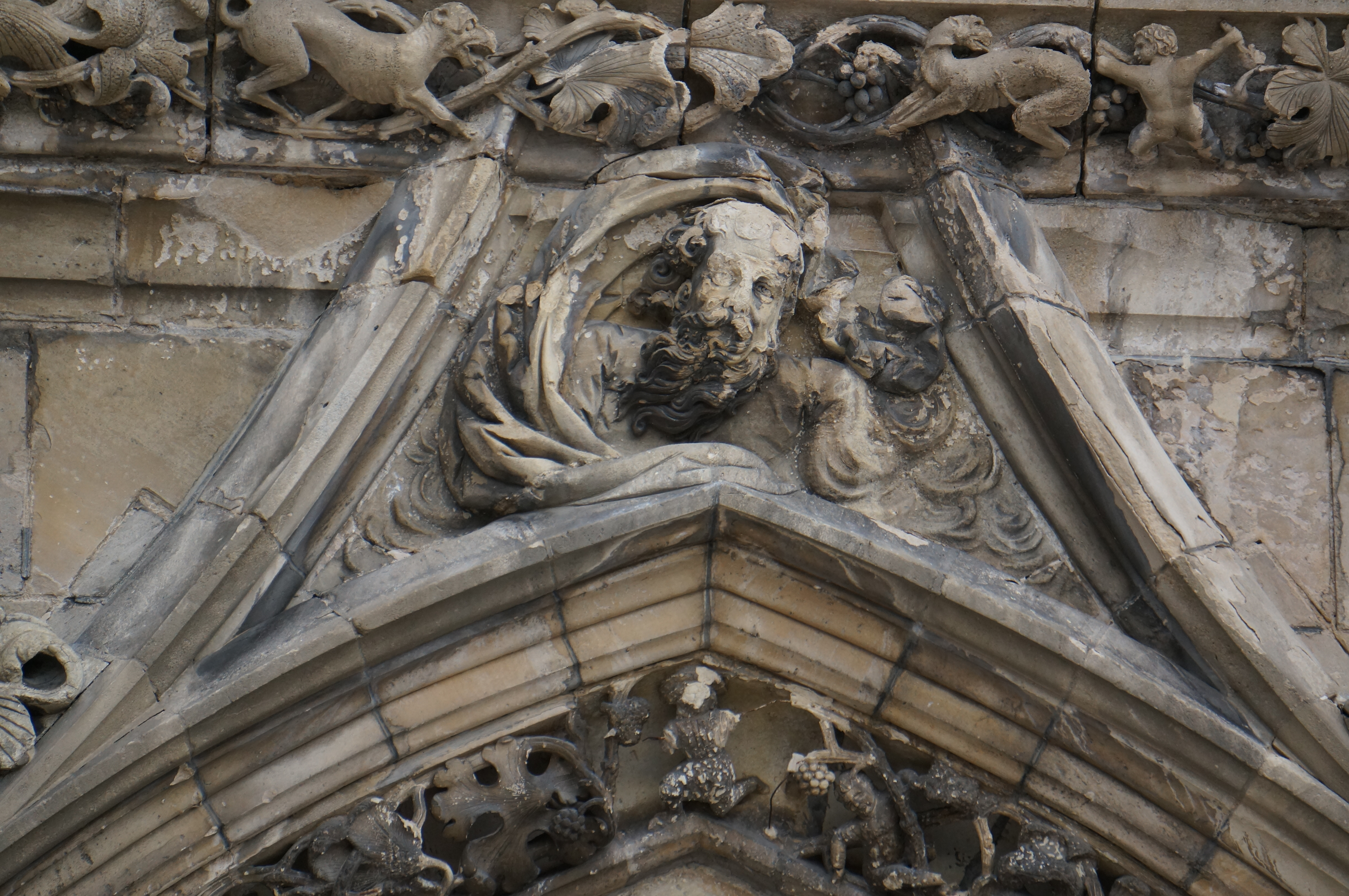
Im Zentrum des Tympanons

Die Seitenportale bestehen jeweils aus einer rechteckigen Tür, die von einem bunten Fenster in einem Spitzbogen überragt wird. Die Türrahmen sind mit Friesen verziert, die Weingärten, Eichenbäume, Winzer und mythische Tiere darstellen.

## Orgel
Das Orgelgehäuse wurde 1749 vom Tischler Jean Labègue aus Reims im französischen Barockstil gefertigt. Ein erster Teil des Innenwerks wurde 1751 vom königlichen Orgelbauer Pierre Aubé geliefert. In den Jahren 1752 bis 1756 stellte Jean Cochu das Werk fertig. Das Innenwerk der Orgel ging während eines Umbaus im Jahr 1898 durch Pierre Schyven und im Luftangriff vom 10. Juni 1940 verloren. Die Orgel wurde ausgebaut und 1988 bis 1991 von Gaston Kern nach Schyvens Entwurf restauriert.

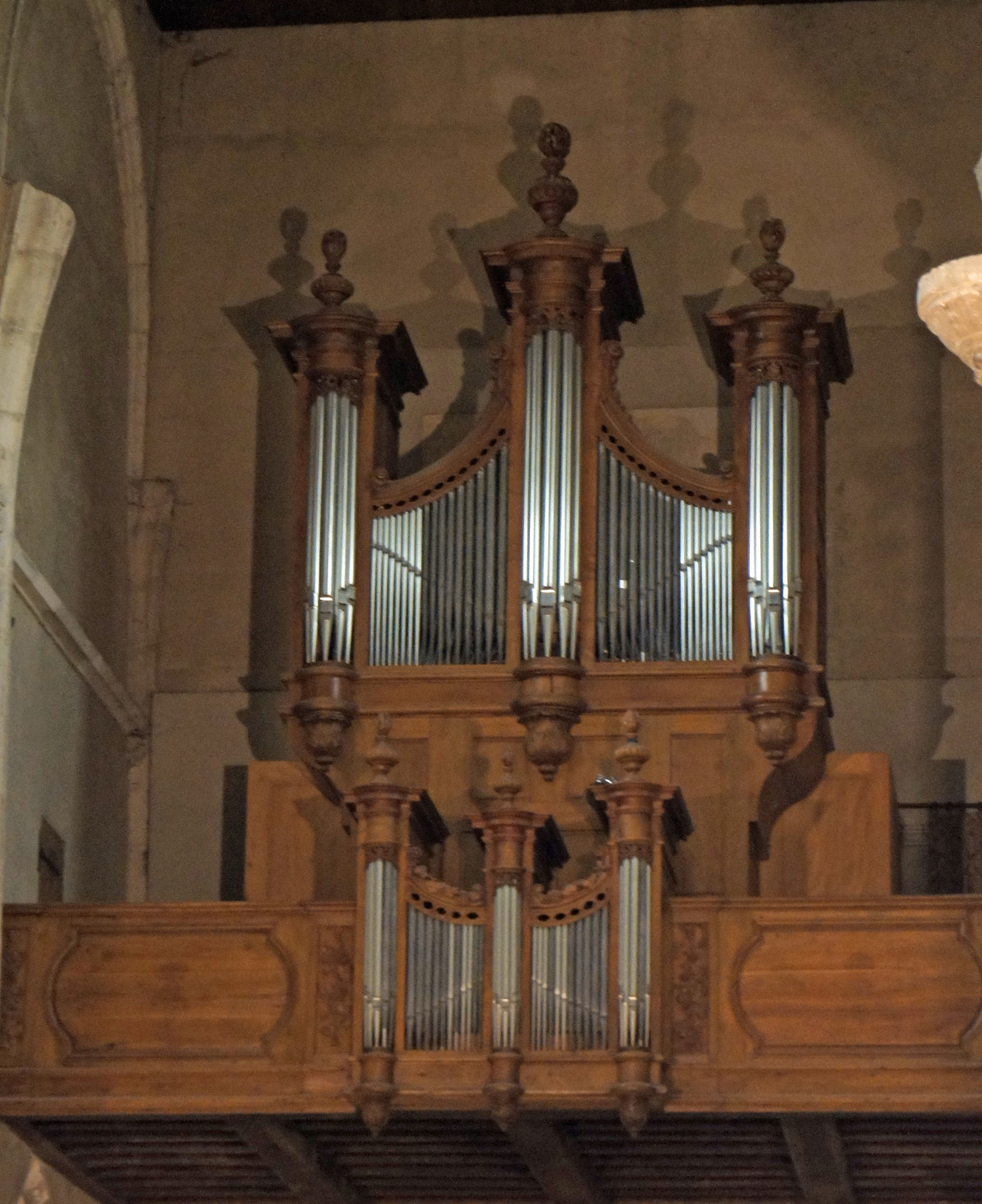
Die Orgel
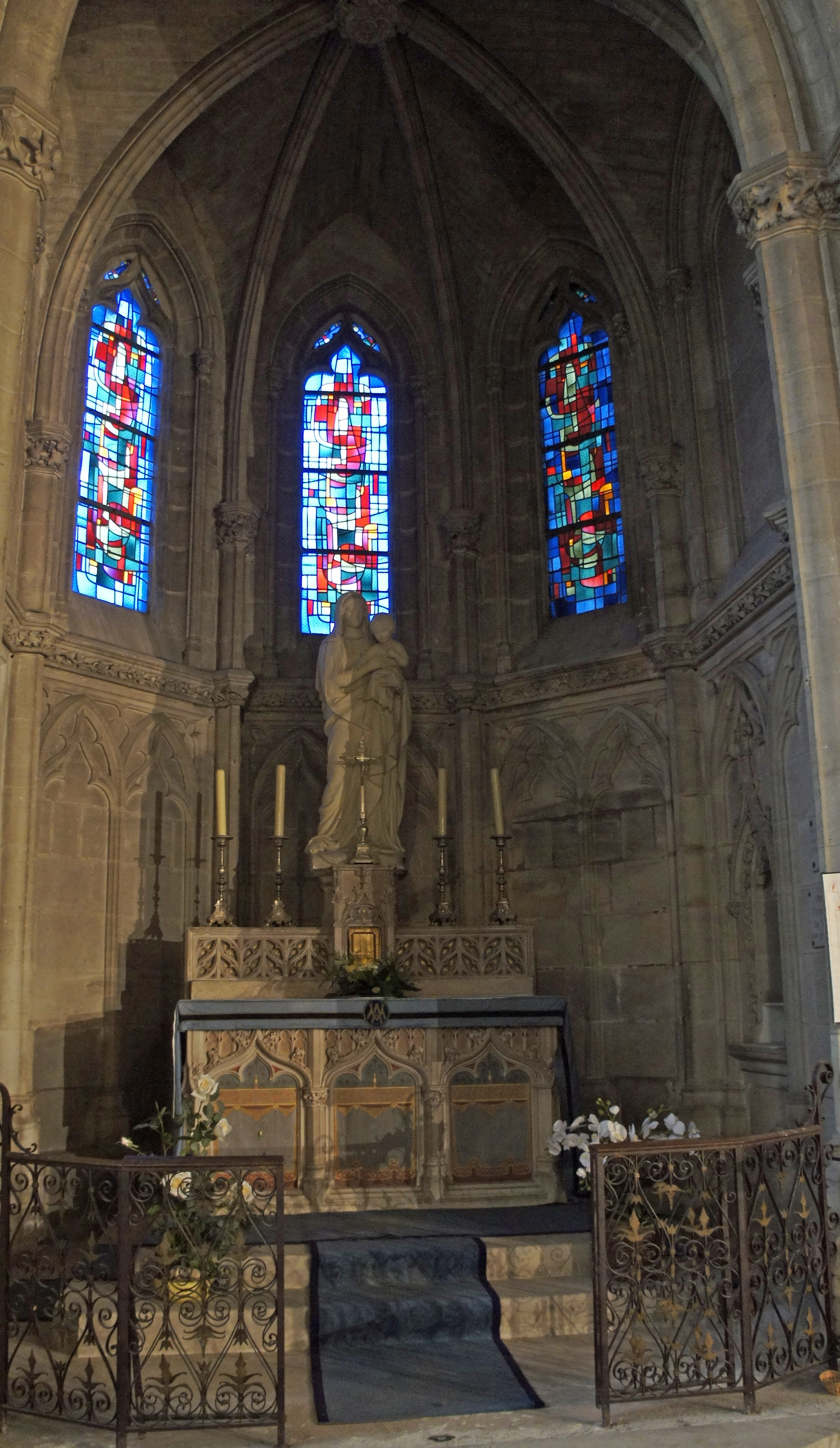
Eine Kapelle
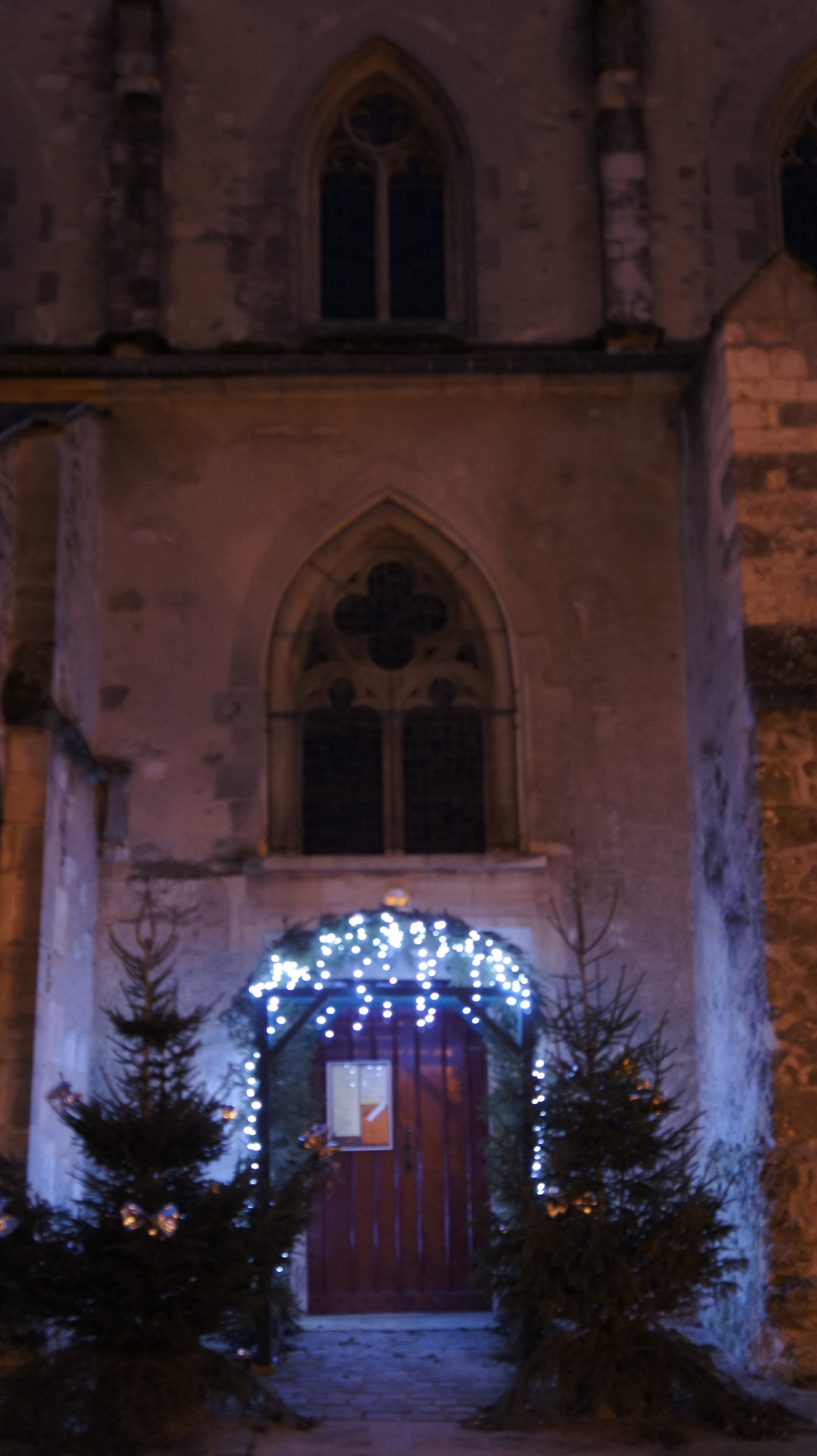
Das nördliche Eingangsportal
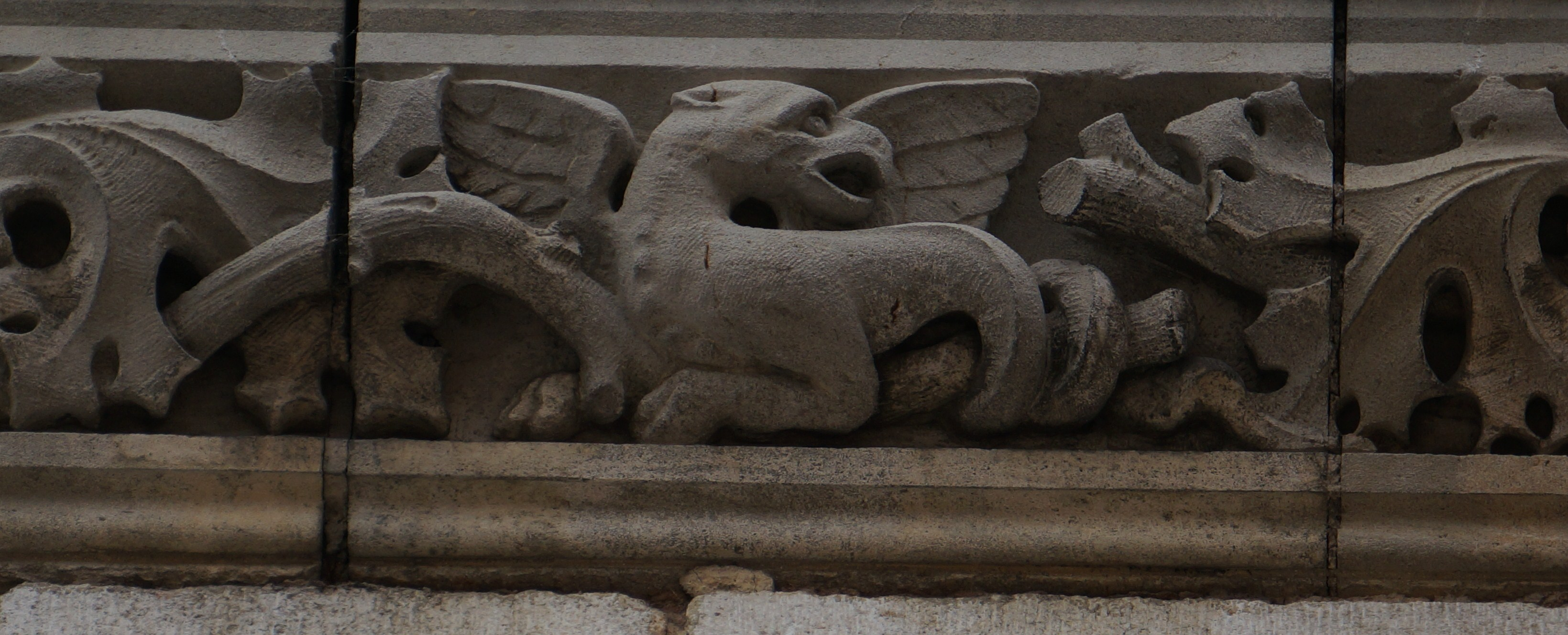
Ein Basilisk
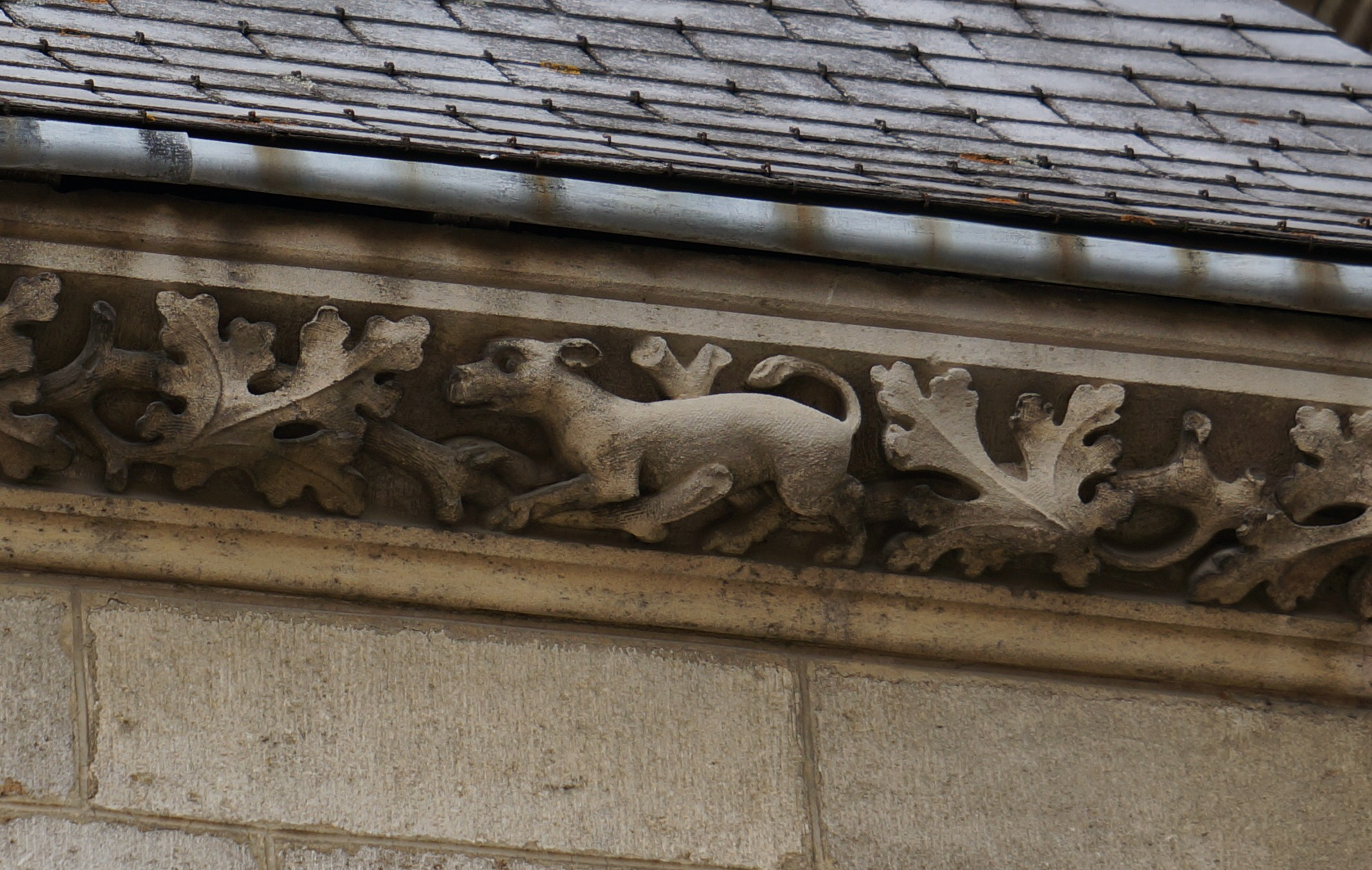
Ein Hund